# Porúbka (okres Humenné)
Porúbka je obec na Slovensku v okrese Humenné v Prešovském kraji ležící na úpatí Vihorlatských vrchů asi 11 km od města Humenné.
První písemná zmínka o obci je z roku 1451.

## Pamětihodnosti
- řeckokatolický Chrám Narození přesvaté Bohorodičky z roku 1732[2]